# Sandwich Harbour

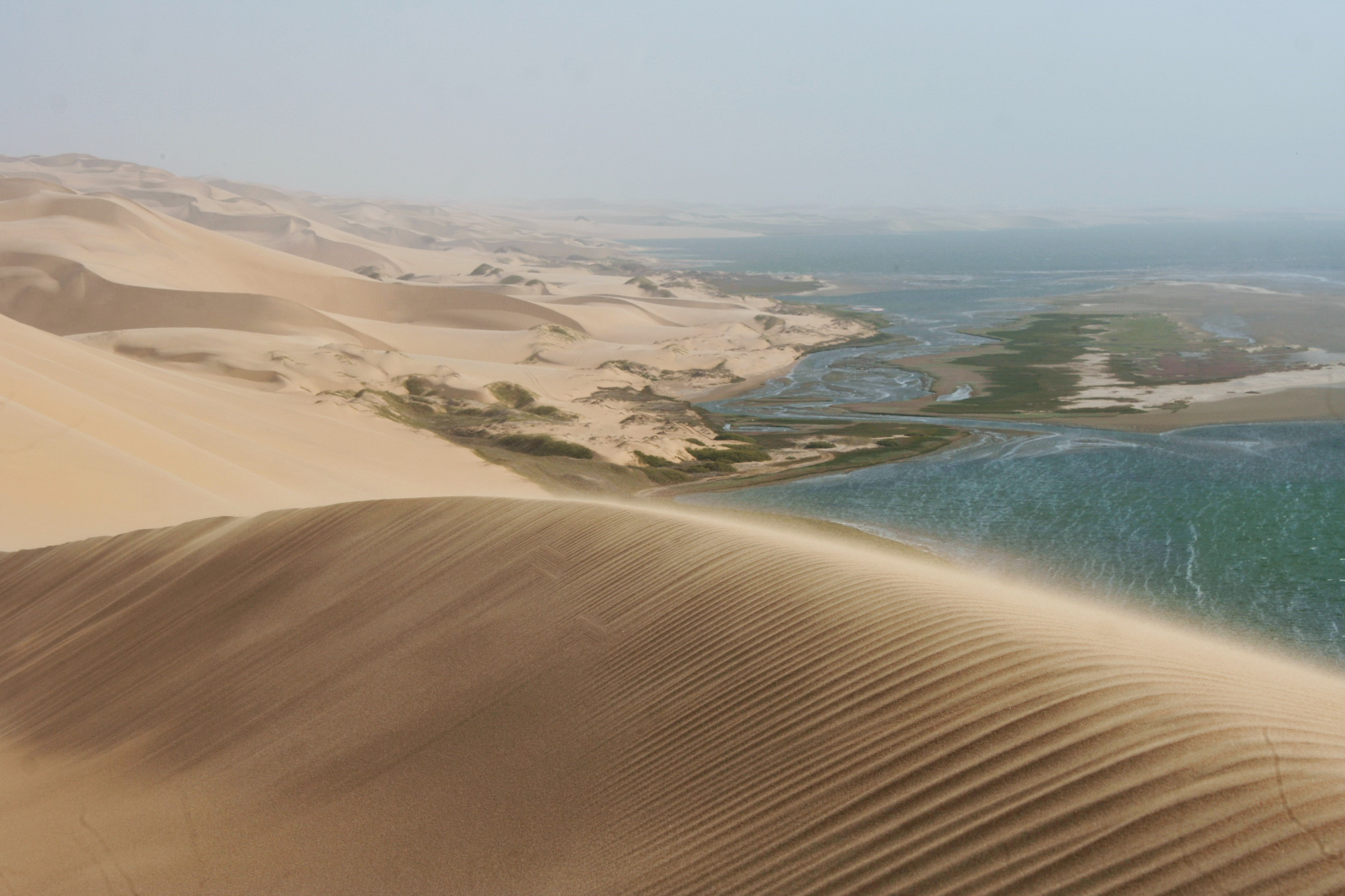

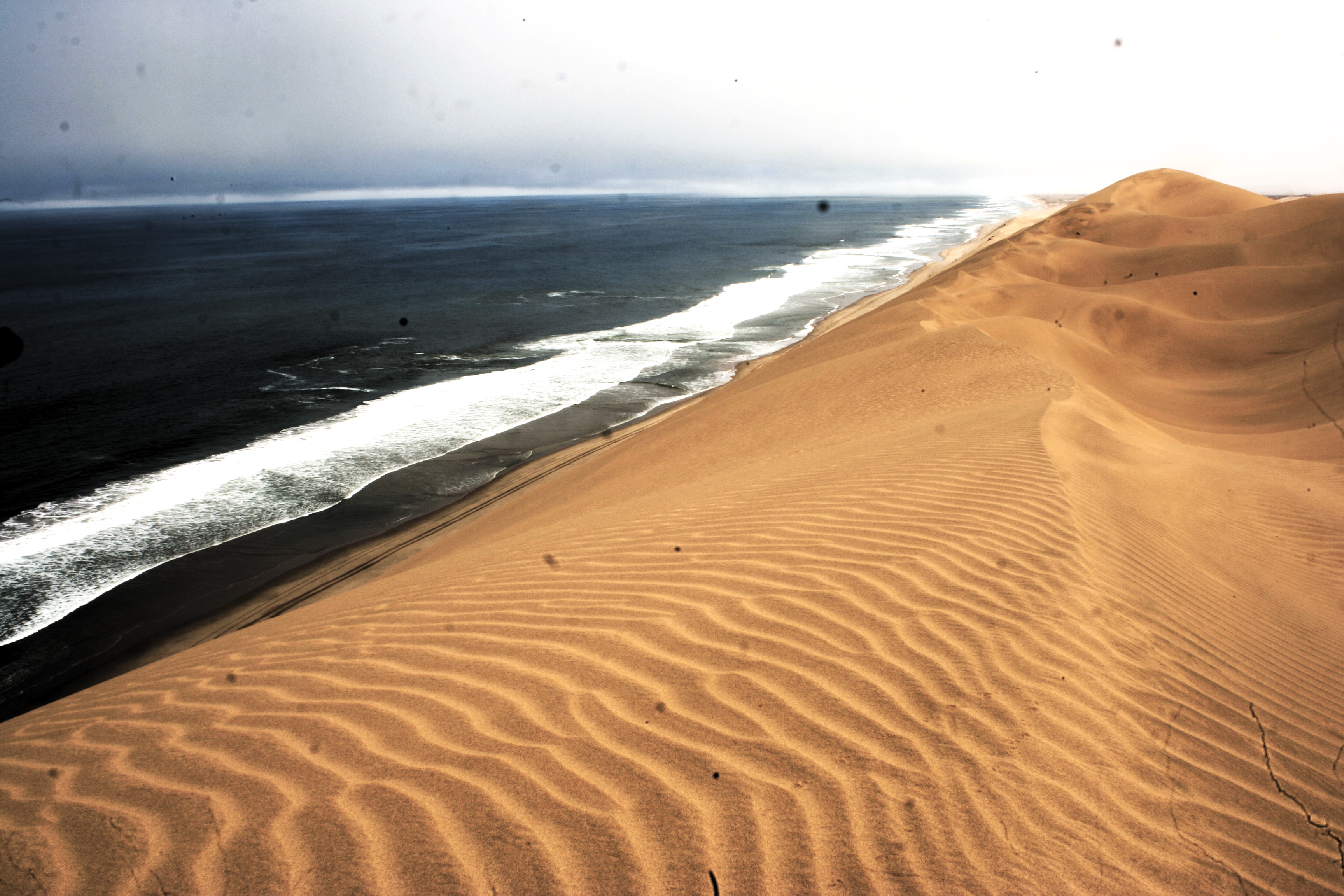

Sandwich Harbour (portuguès: Porto d'Ilhéu), també coneguda com Sandwich Bay, Sandvishawe, Sandvisbaai i Sandfisch Bai és una zona de la costa atlàntica de Namíbia que inclou una badia al nord i una llacuna a l'extrem sud. Sandwich Harbour podria haver rebut el nom d'un vaixell balener anglès, el Sandwich, que va funcionar durant la dècada de 1780, o el nom pot ser una corrupció de la paraula alemanya "sandfische", una espècie de tauró que es troba a la zona. Antigament la badia era un port comercial de mida moderada basat en la caça de balenes i la pesca a petita escala, però ara és més coneguda per la seva avifauna a la llacuna al sud de la badia.

## Geografia
Situat a uns 80 km al sud de Walvis Bay, la zona es troba dins de la regió d'Erongo. La badia s'obre al nord i fa uns 4,2 km de llargada i 4 km d'amplada. Hi ha una llacuna poc profunda situada al sud de la badia, separada d'ella per una zona de carenes de platja i aiguamolls amb salines .
La llacuna és de 3,7 km de llargada i 1 km d'ample i està envoltat per un desert sorrenc al seu vessant oriental. Els antics visitants de la zona suposaven que l'aigua de la llacuna era fresca, però una enquesta recent va descobrir que la llacuna està plena d'aigua salobre de mala qualitat que es filtra sota les dunes i permet el creixement de grans canyissars a la vora de l'aigua.

Sandwich Harbour va ser declarat lloc Ramsar el 23 d'agost de 1995.

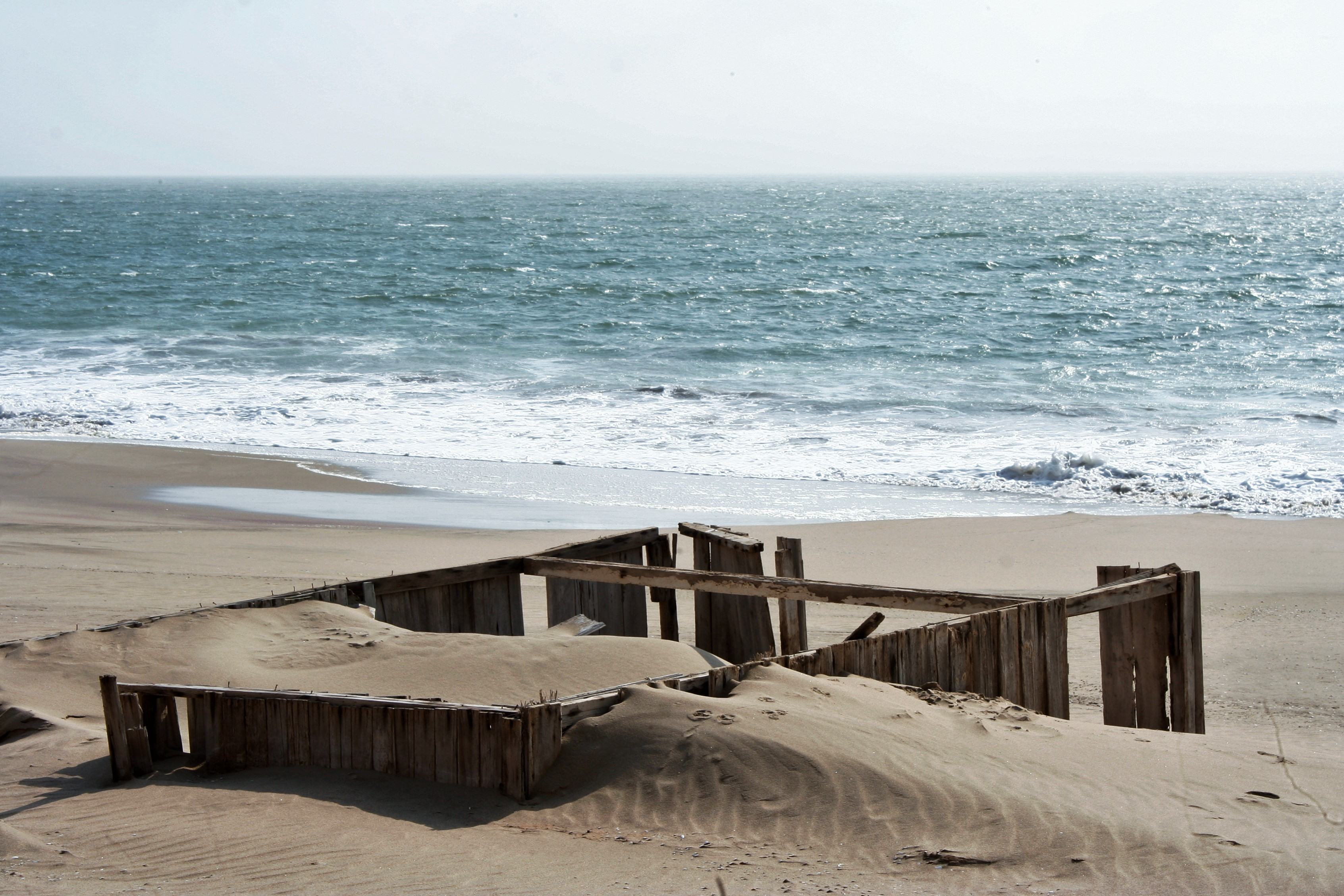

L'àrea va ser estudiada a la dècada de 1880 per la Royal Navy, però es va considerar molt inferior a Walvis Bay i no hi va haver cap desenvolupament. Els ocasionals vaixells caçadors de foca utilitzaven la badia com a fondeig, en comptes de la badia de Walvis, i hi havia alguns assentaments temporals utilitzats pels pescadors estacionals que capturaven algun snoek (Thyrsites atun
A la dècada de 1930 es va iniciar un projecte ambiciós per construir una illa de guano a la llacuna amb bombes de sorra importades dels Països Baixos. Malauradament, els xacals podrien creuar a l'illa amb la marea baixa i perseguir els ocells. Del projecte només queda la casa del gerent.
Actualment la badia i la llacuna es troben dins del Parc Nacional Namib-Naukluft i per entrar, els visitants necessiten un permís, que es pot obtenir a l'oficina del Ministeri de Medi Ambient i Turisme a Swakopmund. La fauna va ser estudiada pel Museu Sud-africà i el Museu Nacional de Namíbia . Es va comprovar que la fauna era totalment marina.